# Васил Журка
 Тази статия е за хайдутина от края на XIX век.  За участника в Гръцката война за независимост вижте Васил Журка (революционер).  
Васил Журка или Журката (на гръцки: Βασίλειος Ζούρκας, Василиос Зуркас) е хайдутин, действал в Западна Македония (Гревенско, Костурско и Преспанско) и Тесалия през втората половина на XIX век, участник в Четническо движение в Югозападна Македония в 1878 година.

## Биография

### Хайдутство
Васил Журката е роден в 1844 година във влашката македонска паланка Невеска. Роднина е на братята Васил и Андон Журка. Семейството му се мести в Костур от съображения за безопасност и там той прекарва детството си.
През 1870 година с по-малкия си брат Петър и техния приятел Далипо от Бесвина отсядат у приятеля на баща им свещеник Димитриос Анагносту в село Каламици, Гревенско. Преминаващият турски бандит Али ага изнасилва Мариго, дъщерята на свещеник Анагност и Васил Журката го застрелва. В престрелката се намесват петима турски селяни и Петрос и Димитър Далипо. Васил и Петър Журка и Далипо убиват трима турци и бягат в планините, където стават хайдути (клефти).
В 1871 година в Охрид Журката запалва къщата на кадията, който потиска местното християнско население, и убива трима души от десетчленната му охрана, като оставя бележка.
През следващите години, заедно с първия си човек Далипо, Журката е в пиндското село Дзурдзия, където двама турски разбойници отвлекли жената на Накос Брандзицас, инструктирани от Али бей от Поян. Журката и Далипо убиват двамата разбойници и изпращат заплашително писмо до Али бей.
През зимата на 1876 – 1877 година се укрива при Далипо във Въмбел.

### Въстание в 1878 г.
През януари 1878 година Васил Журката заминава за Гърция със 160 бойци, където получава боеприпаси и знамето от Константинос Исхомахос, но не приема пари. На 18 януари 1878 година се сблъсква с 1000 османци близо до манастира „Света Богодорица Ксения“ между Сурпи и Алмирос, близо до гръцко-турската граница. На помощ му идва лейтенант Акселос. Четниците обсаждат манастира за един ден, но след намеса на английския посланик обсадата е вдигната. В тези сблъсъци загиват 10 бунтовници и 440 турци.
След това Журката се присъединява към четите на Ахилеас Велендзас, Николаидис, Трасивулос Велендзас и Митрас и по този се формира отряд от 700 бойци. Така че на 3 и 4 февруари 1878 година гръцката чета се сражава със 7000 османците между Алмирос и Платанос. В тези битки загиват 17 гърци, а загубите от турската страна са 800 убити и ранени. В началото на март същата година Журката със 160 бойци, Мицас с 350 и Васил Фармакис със 100 бойци настъпват към Агия. Там те се присъединяват към Теодорос Целиопицарис и Леонидас Вулгарис с 300 души. Гръцкият отряд от около 900 души се сблъсква с 9000 османци. Битката продължава от изгрев до залез на 2 март и загубите за гърците са 40 мъртви и ранени, а за турците 1300 мъртви и ранени. След битката гърците се оттеглят към Макриница, където се съединяват с четата на капитан Маргарита Басдеки. Там те внезапно нападат османска част, но претърпяват провал като четатата на Трасивулос Велендзас е разбита. Загубите на гърците са 40 убити, а на турците – 1300.
След унищожаването на Макриница Журката се завръща в Македония. На 18 април води сражение с 60 албанци при манастира Дентуси, близо до Каламбака, при което загиват 23 албанци. На 23 април, Гергьовден, в Диминица, където отива да се черкува, е обграден от 1600 албанци, начело с Руса бей. В сражението четата на Журката успява да се измъкне, като убива 26 от албанците. На 26 април 1878 г. в местността Екси Ремата (Шест потока) край Мецово напада от засада конвоя на янинския каймакамин от 50 души и го убива, двамата му племенници и 3 войници. На 2 май същата година в Косинец напада албанските бандити Малио и Абедин бей, който тормозят селяните. Малио заедно с 35 души от бандата му са убити и са освободени двама заложници, отвлечени от тях от Битоля. Абедин бей, ранен успява да се спаси.
На 28 май Журката разбива 600 войници близо до Забърдени, изпратени от Костур да го заловят. На 29 юни близо до Писодер се сблъсква отново с 250 души пеши войници и 200 конници от Битоля и Лерин. В сражението четата на Журката убива 43 войници, залавя 28 и 8 коне и 8 товара боеприпаси. На 10 юли в Петрино напада албанска банда, отвлякла дъщерята на поп Андон, убива 16 бандити и освобождава момичето. На 18 юли 1878 година четата на Журката убива турчина Кятип и 23 негови спътници, подуждащи турските старейшини за нападения срещу християнските села, които подкрепят бунтовниците. Тогава Журката пише на пашата на Корча да спре турските репресии срещу мирните християни.